# Har Tortike
Har Tortike (Den Haag, 13 maart 1954) is een Nederlandse cameraman, documentairemaker en regisseur (‘joker’) van forumtheater.

## Levensloop
Tortike studeerde film 1980-1982 aan de Vrije Academie van Den Haag bij Frans Zwartjes. Sinds 1983 werkt hij als freelance cameraman voor omroepen in Nederland, België en Duitsland. Vanaf 1984 werkt hij als regisseur aan documentaires en maakte deel uit van redacties van omroepprogramma’s.
Sinds 2004 deelt Tortike zijn kennis met jongeren in Nederland en België die te maken hebben gehad met schending van hun rechten. De video’s en andere publicaties worden door jongeren gepubliceerd (o.a. of stukonline.com) en gebruikt om andere jongeren (middelbare scholen) te trainen, en studenten&docenten (hogescholen en unif), en beleidsmakers (jeugdzorg, onderwijs, overheid) te onderwijzen.
Vanaf 2008 werkt hij aan forumtheater in Nederland en België. Hij is artistiek leider en ‘joker’ van forumtheater.be. Daar zijn in de loop van de tijd vijf groepen uit voorgekomen: Jongeren in Antwerpen (2008-2020), Amsterdam (2012-2017), Vrouwen in Antwerpen bij het Intercultureel Vrouwen Centrum Antwerpen (IVCA 2016-2019) en vrouwen bij Citizenne/Caleidoscoop in St. Jans Molenbeek/Brussel (2024-heden).
Sinds 2020 geeft Tortike masterclasses forumtheater in België.
Op verzoek van het team Familie&Jeugd (jeugdrechters) van de Rechtbank Amsterdam is Tortike in 2021 i.s.m. Defence for Children gestart met het organiseren van reflectiebijeenkomsten, waarbij jongeren vanuit eigen ervaringen feedback geven aan jeugdrechters in Nederland over het denken en doen van de rechterlijke macht.

## Theater
- STUK - Amsterdam-Antwerpen / 2005-2007 (i.s.m. Jona Rens en Theaterschool Amsterdam)
- Forumtheater Jongeren Antwerpen / 2008-2020 (i.s.m. Stedelijk Lyceum Cadix & Jeugdzorg Emmäus Antwerpen)
- Forumtheater Jongeren Amsterdam / 2010-2020 (i.s.m. DOCK Amsterdam Noord)
- Forumtheater Vrouwen Kortrijk / 2018-2020 (i.o.v. A'kzie en Schouwburg Kortrijk)
- Forumtheater Vrouwen Antwerpen / 2016-2019 (i.o.v. CAW en IVCA)
- Forumtheater Vrouwen Brussel / 2014-heden (i.s.m. Avansa Citizenne)
- Masterclass forumtheater / 2021-heden (i.s.m. Avansa Citizenne)

## Documentaire
- Lotgevallen (VARA 1984 i.s.m. Marianne  Holtslag / 40')
- Surinaams Goud (NOS 1987 i.s.m. Benny Ooft / 26’)
- Mooi Visje Lekker Stuk, 2 delen (NOS 1988 i.s.m. Karatina Rejger / 2x26’)
- Jongens van het Vrouwenkerkplein (NOS 1990 / 26’)
- WINTI - driedelige serie (NOS 1990 i.s.m. Benny Ooft / 3x26’).
- Hollands Tuig (NOS 1991 / 26’)
- Vaders en Zonen (NOS 1992 / 26’)
- Afasie I (SAN 1994 / 16')
- 30 Jaar Pinkpop (NTR 1999 / 2x90’)
- Afasie II (SAN 2000 / 24')
- Voetbaldromen in tijden van oorlog (NOS 2002 i.s.m. Matty Verkamman / 54’)
- Hollandse Hokjes (VPRO 2007 / 1u24')
- Marline Fritzius (SAN 2012 / 32’)
- Podcast 1 & 2: Jongeren over hun ervaringen met het team Familie&Jeugd Rechtbank Amsterdam (DCI 2022 / 2 x 42')
- TU N'ES PAS SEUL (Avansa Citzenne Brussel 2023 / 64')

## Televisie
Tortike werkte  van 1996-1999 in de redactie van het kinderprogramma K-TV (FILMNET / CANAL+) en daarna kortstondig in de redactie van Andere Tijden (NTR) en drie seizoenen in de redactie van De Leugen Regeert (VARA/VRPO).

## Muziek
Uitvoerend musicus (piano) voor composities van Warner van Es
- Birgitta (etude - 1980)
- Light (Krisztina de Châtel - dans 1980)
- Tracé (Krisztina de Châtel - dans 1985)
- Socrates (LAK-theater - opera 1997)
- Job (Veenfabriek/Scheltema - opera 2019)

## Prijzen
- 2006 - Innovatieprijs Kindermishandeling - Jan Brouwerprijs / voor STUKtheater.
- 2010 - Innovatieprijs Kindermishandeling - Jan Brouwerprijs / voor STUKvideo.
- 2012 - tweede prijs Women’s World Summit Foundation for prevention of violence against children and youth / voor STUKvideo.
- 2015 - Bronzen Pagadder stad Antwerpen / voor FORUM Jongeren van Antwerpen.
- 2016 - ULTIMAS 2016 - Cultuurprijs van de Vlaamse Overheid / voor forumtheater vrouwen van Molenbeek.
- 2017 - Prijs Fonds Lydia Chagoll van de Koning Boudewijn Stichting / voor forumtheater jongeren van Antwerpen (forumtheater.be).